# Francheville (Rodan)
Francheville – miejscowość i gmina we Francji, w regionie Owernia-Rodan-Alpy, w departamencie Rodan.
Według danych na rok 1990 gminę zamieszkiwały 10 863 osoby, a gęstość zaludnienia wynosiła 1328 osób/km² (wśród 2880 gmin regionu Rodan-Alpy La Francheville plasuje się na 60. miejscu pod względem liczby ludności, natomiast pod względem powierzchni na miejscu 1264.).
W 1986 r. we Francheville o. Joseph Marie Verlinde założył wspólnotę Rodzina św. Józefa.

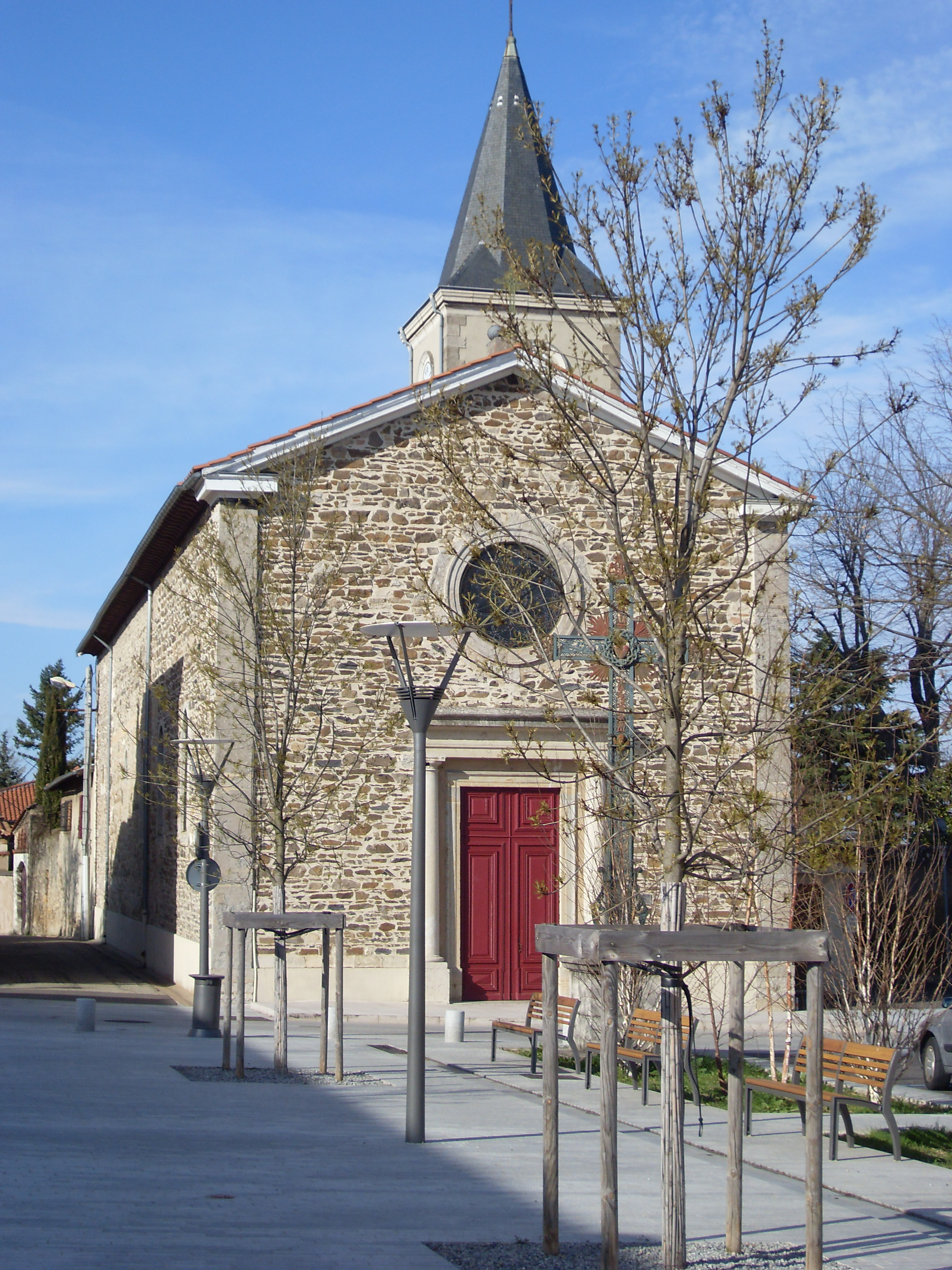
Kościół św. Rocha we Francheville, 2009

## Miasta partnerskie
- Hanau, Niemcy
- Loano, Włochy